# New Brigade
New Brigade è il primo album in studio del gruppo musicale danese Iceage, pubblicato nel 2011.

## Tracce
1. Intro – 0:48
2. White Rune – 2:41
3. New Brigade – 2:15
4. Remember – 2:14
5. Rotting Heights – 1:39
6. Total Drench – 1:39
7. Broken Bone – 2:30
8. Collapse – 2:11
9. Eyes – 2:03
10. Count Me In – 1:17
11. Never Return – 3:09
12. You're Blessed – 1:55

## Formazione
- Elias Bender Rønnenfelt – voce, chitarra
- Johan Surrballe Wieth – chitarra
- Jakob Tvilling Pless – basso
- Dan Kjær Nielsen – batteria